# Pizza hawajska

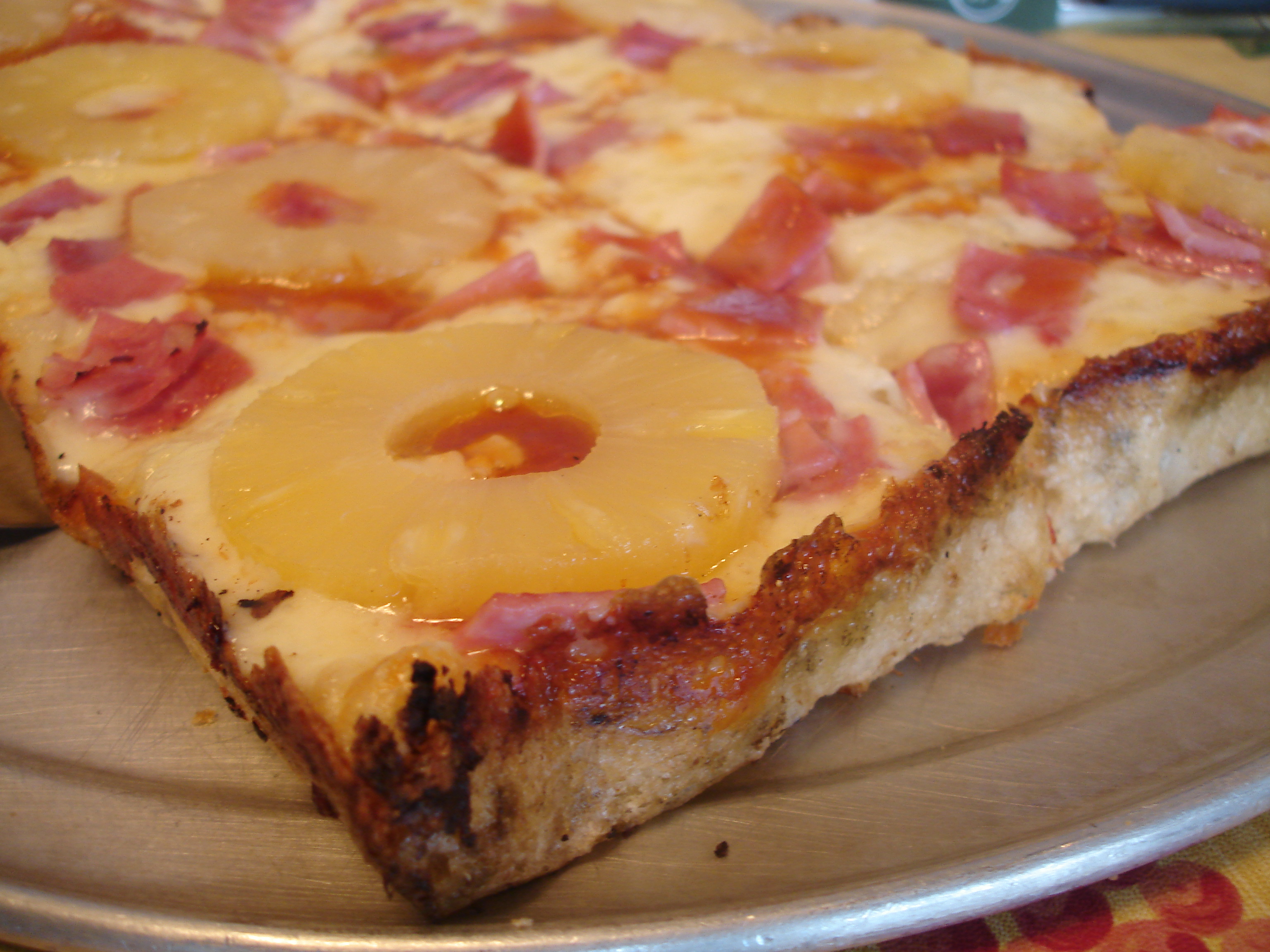
Przykład pizzy z dodatkiem ananasa jadalnego

Pizza hawajska – rodzaj pizzy pochodzący z Kanady, której charakterystycznym składnikiem jest ananas, zazwyczaj serwowany z innymi dodatkami, takimi jak szynka czy bekon.
Wbrew pozorom nazwa rodzaju pizzy nie pochodzi od amerykańskiego stanu Hawaje, a od marki ananasa sprzedawanego w puszkach, które kupował jej twórca.

## Historia
Kanadyjski restaurator pochodzenia greckiego, Sam Panopoulos, przygotował pierwszą pizzę z plastrami ananasa jadalnego w założonej przez siebie restauracji Satellite w Chatham-Kent (prowincja Ontario) w 1962. Mimo że początkowo nowo powstały rodzaj pizzy zdobył popularność jedynie lokalnie, pizza hawajska stała się popularna na całym świecie.

## Odbiór
We Włoszech – kraju pochodzenia pizzy – jej hawajska odmiana nie jest znanym rodzajem i nie jest chętnie wybierana ani serwowana w restauracjach. Znany włoski szef kuchni związany z pizzą, Franco Pepe, aprobuje hawajską odmianę, tworząc własny przepis oraz zaznaczając, że według pierwotnej wersji tej odmiany połączenie puszkowanego ananasa z pomidorem zwiększa kwasowość potrawy, co negatywnie wpływa na wyrazistość jej smaku i pogarsza strawność przez organizm konsumenta. 
W 1999 pizza hawajska stała się najpopularniejszym sprzedawanym rodzajem pizzy w Australii, stanowiąc 15% wszystkich sprzedanych rodzajów.
W 2014 redakcja czasopisma „Time” umieściła pizzę hawajską na pierwszej pozycji redagowanej listy „13 najbardziej wpływowych rodzajów pizzy wszech czasów”. Redakcja serwisu BBC natomiast dostrzegła, że ze względu na wyróżniający się składnik umieszczany na pizzy opinie na jej temat są rozbieżne.
W 2017 prezydent Islandii Guðni Th. Jóhannesson podczas sesji pytań i odpowiedzi w jednym z liceów oświadczył, że jest przeciwny umieszczaniu ananasa na pizzy. Żartobliwie dodał, że gdyby mógł, zakazałby tego owocu jako dodatku do pizzy. Jego wypowiedź wywołała zainteresowanie mediów i celebrytów, którzy także wygłosili swoje opinie na temat tego rodzaju pizzy, m.in. Jimmy Kimmel, Aleksandr Owieczkin, Thomas Middleditch, Justin Bieber, Paris Hilton czy Gordon Ramsay. W 2022 Gordon Ramsay dodał pizzę hawajską do menu w prowadzonej przez siebie pizzerii.
O pizzy hawajskiej krytycznie wypowiedział się także polski krytyk kulinarny, Robert Makłowicz. Wielokrotnie pytany o swoją opinię na temat tego rodzaju pizzy oświadczył, że „hawajska to nie jest pizza” oraz zaznaczył, że nie każdy dodatek nadaje się do umieszczania na tego typu potrawach.